# Doktor Schiwago (1965)
Doktor Schiwago (Originaltitel: Doctor Zhivago) ist ein episches Liebesdrama unter Regie von David Lean aus dem Jahr 1965. Das Drehbuch wurde von Robert Bolt nach dem gleichnamigen Roman von Boris Leonidowitsch Pasternak geschrieben. Erzählt wird die Geschichte eines Arztes im Russland der Revolutionszeit, der sich zwischen zwei Frauen hin- und hergerissen fühlt. Den zeitgeschichtlichen Hintergrund bilden der Erste Weltkrieg, die Oktoberrevolution 1917 und der anschließende Bürgerkrieg. Während bei Pasternak das persönliche Erleben der gesellschaftlichen Umwälzungen im Vordergrund steht, rückt im Film die Liebeshandlung in den Vordergrund. Das sehr umfangreiche Personal des Romans wird auf wenige Figuren reduziert und viele Situationen des Romans erscheinen im Film in ganz anderen Zusammenhängen. Die Hauptrollen spielen Omar Sharif, Julie Christie, Geraldine Chaplin, Rod Steiger und Sir Alec Guinness. Der mit hohem Budget realisierte Film war an den Kinokassen weltweit sehr erfolgreich und erhielt fünf Oscars.

## Handlung
Die eigentliche Handlung des Films ist in eine Rahmenhandlung eingebettet. In der letzteren ist Ewgraf Schiwago, ein hoher Funktionär der Sowjetunion, auf der Suche nach seiner als Kind verloren gegangenen Nichte, die das Kind seines Bruders, des Dichters Juri Schiwago, und jener Lara ist, die durch Juris „Lara-Gedichte“ weithin bekannt geworden ist. Er glaubt, seine Nichte in der Person einer jungen Arbeiterin, Tanja Komarova, gefunden zu haben. Am Ende der Filmhandlung wird er für diese Vermutung Gewissheit finden. Ewgraf Schiwago erscheint, als Off-Sprecher, auch in der Haupthandlung als Erzähler.
Die Haupthandlung setzt mit der Beerdigung von Marja Schiwago ein, der Mutter des zu diesem Zeitpunkt etwa achtjährigen Juri Schiwago, von dessen Schicksal der Film erzählen wird. Als Waise wird Juri von der Familie von Anna und Alexander Gromeko aufgenommen und wächst in privilegierten wirtschaftlichen Verhältnissen in Moskau auf, gemeinsam mit der Tochter der Gromekos, Tonja. Er studiert Medizin und strebt, obwohl er als Dichter bereits in jungen Jahren internationalen Ruhm erwirbt, eine Tätigkeit als praktischer Arzt an.
Parallel dazu wird die Geschichte von Lara Guichard erzählt, der Tochter einer alleinstehenden und hart arbeitenden Schneiderin. Lara wird vom Liebhaber ihrer Mutter, dem skrupellosen Juristen Komarowski, in eine ungleiche Liebesaffäre gepresst. Nicht zuletzt um Komarowski abzuschütteln, verlobt Lara sich mit dem jungen Revolutionär Pascha Antipow, der von der wahren Natur ihrer Beziehung zu Komarowski erst später erfahren wird. Nach und nach eskaliert die Situation. Erst unternimmt Laras Mutter, weil sie das Verhältnis ihres Liebhabers mit ihrer Tochter entdeckt oder zumindest ahnt, einen Selbstmordversuch. Als Rache für ihren Versuch, durch eine Verheiratung mit Pascha aus dem Verhältnis auszubrechen, vergewaltigt Komarowski Lara dann. Sie versucht dann, ihn zu erschießen.
Ohne mit ihr direkt in Kontakt zu treten, wird Juri Schiwago an mehreren Stationen zufällig Zeuge von Laras Leidensgeschichte. Zu einer echten Begegnung des künftigen zentralen Liebespaares der Filmhandlung kommt es erst einige Jahre später, während des Ersten Weltkrieges. Lara, die inzwischen Pascha geheiratet und mit ihm eine Tochter Katja hat, dient als Krankenschwester an der ukrainischen Front, hauptsächlich weil sie Pascha sucht. Pascha hatte sich aufgrund ehelicher Missstimmigkeiten als Kriegsfreiwilliger gemeldet und ging im Felde dann verloren. Juri hat Tonja geheiratet und mit ihr ebenfalls ein Kind bekommen. An der ukrainischen Front begegnen Lara und Juri sich wieder, gerade zum Zeitpunkt, als die Revolution ausbricht. Juri arbeitet als Arzt in einem Lazarett; als Krankenschwester arbeitet Lara ihm zu. Sie verlieben sich, weichen mit Rücksicht auf ihre Ehepartner einer Affäre aber aus.
Juri kehrt nach Moskau zu Frau und Kind zurück, wo er nicht nur Hunger und Not, sondern auch die schlimmen Auswüchse der kommunistischen Herrschaft am eigenen Leibe erfährt: Enteignung, propagandistisches Vertuschen offensichtlicher Fakten und Verfolgung von Dissidenten. Als Dichter, dessen Hauptaugenmerk dem persönlichen Erleben gilt, steht Juri von nun an ständig unter dem Verdacht, ein Konterrevolutionär zu sein. Vor allem aber, um der wirtschaftlichen Not von Moskau zu entkommen, fliehen die Schiwagos schließlich in einem Güterwagen in den Ural, wo Juris Schwiegervater ein Anwesen besitzt.
Auf der Fahrt dorthin hat Juri eine zufällige Begegnung mit dem ihm vom Angesicht her bereits bekannten Pascha. Dieser war an der Front absichtlich untergetaucht, um sich den Kommunisten anzuschließen, für die er, von einem Panzerzug aus, unter dem Decknamen „Strelnikow“ nun die Bevölkerung terrorisiert.
Am Zielort, Jurjatin (die Schiwagos lassen sich in einem ländlichen Vorort, Warykino, nieder), begegnet Juri erneut Lara. Sie beginnen ein Liebesverhältnis miteinander, das Juri mit Rücksicht auf seine Frau aber wieder beendet. Noch bevor er zu Tonja zurückkehren kann, wird er von roten Partisanen, die einen Feldarzt brauchen, entführt. Als ihm nach vielen Monaten die Flucht gelingt, hat seine Familie Warykino längst wieder verlassen und ist auf dem Weg ins Exil nach Paris. So lebt er bei Lara, bis dort eines Tages Komarowski erscheint und das Paar warnt: Juri sei aufgrund seiner persönlichen Überzeugungen in akuter Gefahr, verhaftet zu werden; aufgrund ihrer Beziehung zu Strelnikow gelte für Lara dasselbe. Die Liebenden tauchen in Warykino unter, wo Juri die später berühmten „Lara-Gedichte“ schreibt und Lara von ihm ein Kind empfängt. Wieder erscheint Komarowski, nun mit der Nachricht, dass Strelnikow sich erschossen habe und auch Laras Leben unmittelbar bedroht sei. Komarowski will Lara außer Landes bringen. Damit sie sich diesem Plan nicht widersetzt – Juri selbst lehnt es ab, sich von Komarowski helfen zu lassen, und ohne Juri will Lara nicht reisen –, lügt Juri: Er werde ihr bald folgen.
Nach Laras Abreise kehrt Juri nach Moskau zurück, wo er nach einigen Jahren an den Folgen eines Herzleidens stirbt.

## Adaption
Die Stoßrichtung der Erzählung wurde im Adaptionsprozess erheblich verändert. Pasternak hatte einen formal und inhaltlich hochkomplexen Roman geschrieben, der gleichzeitig eine Geschichte des russischen Volkes in der ersten Hälfte des 20. Jahrhunderts und die eines klassischen tragischen Helden war, der von einem starken Willen zum Guten getrieben wird, aber keine Kontrolle über sein Leben erlangt, was sich unter anderem in seinen widerstreitenden Loyalitäten gegenüber den beiden Frauen zeigt, die er liebt. David Leans Intention dagegen war es, eine für das Kinopublikum nachvollziehbare persönliche Geschichte auf die Leinwand zu bringen:

“What was the very essence of this film? [Lean] said: ‘John, it's fundamentally a marvelous story about human beings. I don't want to treat it as a political film. I want to treat it the way I know I can handle a film, which is the human factors.’ And obviously, Robert Bolt was to help him considerably in writing the script.”

„Was war das Wesentliche dieses Films? [Lean] sagte: ‚John, es ist im Wesentlichen eine großartige Geschichte über Menschen. Ich will daraus keinen politischen Film machen. Ich will das herausholen, was ich bei einem Film kann: den menschlichen Faktor.‘ Und Robert Bolt half ihm, indem er das Drehbuch schrieb, natürlich erheblich.“

Die erste Weisung, die Lean seinem Drehbuchautor, Robert Bolt, gab, war die, sich auf die Liebesgeschichte zu konzentrieren und die politischen Gesichtspunkte der Geschichte herunterzuspielen.

“Pasternak was a romantic, and I don't think he meant really to write a political book. I mean it was political by accident. He put this love story in the context of this enormous upheaval which was the Russian Revolution.”

„Pasternak war ein Romantiker, und ich glaube nicht, dass er wirklich ein politisches Buch schreiben wollte. Ich meine, das Buch war nur zufällig politisch. Er stellte seine Liebesgeschichte in den Kontext dieser enormen Umwälzung, die die Russische Revolution war.“

“The extraordinary thing in that film, in that script is that this is a love story between Yuri Zhivago and Lara, basically, and they don't meet until about two hours into the film. You know, they cross paths, the first time we see then they are on the same street car, they are on the same tram, but they don't meet. So to keep the audience interested, they are going to meet, this is going to be a love story about these two, they wrote this first scene where Alec Guinness was the elder brother of Zhivago, is looking for the daughter. And he says: ‘This is your father and this is your mother’ so that the audience know: eventually they will meet. Just to keep them patient for two hours.”

„Das Außergewöhnliche dieses Films, dieses Drehbuchs besteht darin, dass es im Wesentlichen eine Liebesgeschichte zwischen Juri Schiwago und Lara ist, und dass sie sich im Film erst nach zwei Stunden begegnen. Wissen Sie, zwar kreuzen sich ihre Wege, zum ersten Mal sehen wir sie in derselben Straßenbahn, in derselben Tram, aber sie begegnen sich nicht. Um das Interesse des Publikums wachzuhalten, dass sie sich begegnen werden, dass das eine Liebesgeschichte zwischen diesen beiden sein wird, dafür wurde die erste Szene geschrieben, in der Alec Guinness Schiwagos älterer Bruder ist, der die Tochter sucht. Und er sagt: ‚Das ist Ihr Vater und das ist Ihre Mutter‘, damit das Publikum weiß: irgendwann werden sie sich begegnen. Nur um das Publikum zwei Stunden lang in Geduld zu halten.“

Im Roman ist Jurij Schiwago Dichter durch seine 24 Gedichte, die in dem Werk eine Schlüsselstellung einnehmen, durch die Schreibtätigkeit, bei der er gezeigt wird, und durch die künstlerischen Reflexionen, die sich teils im inneren Monolog, teils in Dialogen mit Freunden und mit der Familie entfalten. Im Film entschied Lean sich, diese Dimension der Persönlichkeit der Hauptfigur grundlegend anders darzustellen, und wies Omar Sharif an, radikal zu unterspielen: Jurij Schiwagos Dichtertum solle allein dadurch zum Ausdruck kommen, dass er die Position eines passiven Beobachters einnimmt; der ganze Film solle aus seiner Perspektive gezeigt werden. Entsprechend wurde auch die Figur der Tonja modifiziert. Im Roman ist sie – wie viele junge Russinnen – eine emanzipierte junge Frau, die an der Universität studiert, in einer Zeit, in der das Frauenstudium in den meisten anderen Ländern noch unüblich ist. Im Film dagegen gibt Chaplin eine Tonja, die nach Paris um der Mode willen reist und deren eigentliches Streben darin besteht, ihrem Mann, an dessen Talent sie unerschütterlich glaubt, den Weg zu ebnen.
Zu den Elementen, die Bolt aus der Handlung ersatzlos strich, zählen neben vielen der Figuren auch die Mehrzahl der von Pasternak ausführlich behandelten Gräuel der Revolution und des russischen Bürgerkrieges. Wie Constantine Santas aufgewiesen hat, ist in Leans Film, bei allen Streichungen und Modifikationen, eine politische Botschaft aber erhalten geblieben: „Frieden auf Erden!“

## Kunstmittel
Zu den im Film Doktor Schiwago eingesetzten ästhetischen Mitteln zählen etwa wiederkehrende pflanzliche Blickfänge wie Zweige und Blumen, die stets bestimmte Emotionen repräsentieren. Ein weiteres im Film ständig wiederkehrendes Symbol sind Fenster und Elemente wie Scheiben aus Glas oder Eis, Spiegel, Mikroskoplinsen und Brillengläser. Drittens wird auch die Filmmusik – vor allem das bekannte „Lara“-Motiv – gezielt eingesetzt, um auszudrücken, woran Juri Schiwago gerade denkt.
Ein weiteres Kunstmittel, das Lean gemeinsam mit Kameramann Freddie Young und Szenenbildner John Box vielfach umgesetzt hat, sind bestimmte schroffe Kontraste. So hat Lean Wert darauf gelegt, etwa das Gemetzel an den Kadetten in einem malerischen Feld voller Mohnblumen zu filmen, während umgekehrt einige der Liebesszenen in Räumen gezeigt werden, die karg und kalt anmuten und die Zuschauer tendenziell erschrecken. Auch Gegensätze zwischen nahezu schwarz-weißen Szenarien und umso kräftigeren Farben – besonders Rot – werden im Film gezielt eingesetzt, wobei Graustufen für die harsche kalte Realität und Farben entweder für starke Emotionen oder für Poesie stehen.
Als Regisseur war es Lean wichtig, dass die Darsteller ihre Emotionen nur verhalten äußern. Lara z. B. ist zwar gelegentlich in Tränen zu sehen, aber kaum beim Weinen. Pascha weint in einer Szene zwar, diese ist aber durch eine Glasscheibe gefilmt und dadurch verfremdet. Auch die übrigen Figuren halten ihre Gefühle auffällig stark zurück.

## Hintergrund
| Figur                            | Darsteller          | Deutscher Sprecher     |
| -------------------------------- | ------------------- | ---------------------- |
| Dr. Juri Schiwago                | Omar Sharif         | Michael Chevalier      |
| Larissa „Lara“ Antipowa          | Julie Christie      | Eva Pflug              |
| General Ewgraf Schiwago          | Alec Guinness       | Ernst Wilhelm Borchert |
| Tonja Schiwago, geb. Gromeko     | Geraldine Chaplin   | Maria Körber           |
| Viktor Komarowski                | Rod Steiger         | Martin Hirthe          |
| Alexander Gromeko                | Ralph Richardson    | Paul Wagner            |
| Pascha Antipow (Strelnikow)      | Tom Courtenay       | Joachim Ansorge        |
| Das Mädchen                      | Rita Tushingham     | Brigitte Grothum       |
| Partisanenführer Liberius        | Gérard Tichy        | Horst Niendorf         |
| Ingenieur im Kraftwerk           | Mark Eden           | Gert Günther Hoffmann  |
| Prof. Boris Kurt                 | Geoffrey Keen       | Hans Hessling          |
| Kostojed-Amurski                 | Klaus Kinski        | Gerd Martienzen        |
| Amelia, Laras Mutter             | Adrienne Corri      | Agi Prandhoff          |
| Petja                            | Jack MacGowran      | Knut Hartwig           |
| Politkommissar Rasin             | Noel Willman        | Arnold Marquis         |
| Wache im Zug                     | José María Caffarel | Hans W. Hamacher       |
| Bolschewistin                    | Gwen Nelson         | Lilli Schoenborn       |
| Bolschewist                      | Bernard Kay         | Holger Kepich          |
| Alter Soldat                     | Erik Chitty         | Erich Kestin           |
| Frau, die auf den Zug aufspringt | Lili Muráti         | Ursula Krieg           |

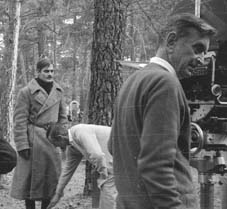
David Lean (rechts) und Omar Sharif bei den Dreharbeiten

Gedreht wurde in Spanien, Finnland und Kanada. Drehorte in Spanien waren: Granada, Barajas, Canillas (beide Madrid), Sevilla u. a. Die Innendrehs wurden in den Madrider CEA Studios (Estudios CEA (Cinematografía Española Americana)) realisiert. In Finnland wurden vorwiegend die Szenen im Winter gedreht u. a. in Helsinki, Joensuu, Punkaharju und nahe dem Berg Koli.
Als einer der weiteren Drehorte und als Hintergrund für den Film soll auch der Bahnhof Canfranc – ein Grenzbahnhof auf spanischem Gebiet, aber mit französischem Hoheitsrecht in den Pyrenäen bei Jaca – gedient haben. Dies ist jedoch nicht gesichert.
Die Synchronfassung entstand 1966 bei MGM Synchronisations-Atelier Berlin. Die Dialogregie führte Michael Günther. Das deutsche Synchrondialogbuch verfasste Heinrich Böll.
Lara’s Theme wurde als Einzelstück bekannt, in einer gesungenen Version, unter anderem von Karel Gott (Weißt du wohin?). Eine Instrumentalversion von James Last, bei der eine Trompete das Thema intoniert, wurde zum Evergreen. Diese Version taucht auch in Ocean’s 13 auf. Die Melodie klingt auch wiederholt leitmotivisch in der Filmkomödie Frau mit Hund sucht … Mann mit Herz auf.
Bekannt und zu einer Art Kultnummer wurde ein Sketch mit Dieter Hallervorden aus dem Jahre 1977, bei der „der Mittelteil von Dr. Schiwago“ auf einer unfallverstopften Kreuzung gesucht wird („Schniff schniff, di schneuf“).

## Kritiken
Doktor Schiwago erhielt ein gutes Presseecho, was sich auch in den Auswertungen US-amerikanischer Aggregatoren widerspiegelt. So fallen die Bewertungen laut Metacritic im Mittel „Grundsätzlich Wohlwollend“ aus. Auch Rotten Tomatoes erfasst überwiegend wohlwollende Besprechungen, ordnet den Film dementsprechend als „Zertifiziert Frisch“ ein und zieht das Fazit:

„It may not be the best of David Lean’s epics, but Dr. Zhivago is still brilliantly photographed and sweepingly romantic.“

„Es mag nicht der beste Monumentalfilm von David Lean sein, aber Doktor Schiwago ist immer noch brilliant gefilmt und schwelgt in Romantik.“

„Die wildbewegte Lebensgeschichte des Arztes und Dichters Schiwago vor dem Hintergrund der Russischen Revolution. Das individuelle Schicksal des Helden berührt sich mit den politischen und militärischen Ereignissen seiner Zeit, wobei freilich (anders als in der Romanvorlage von Pasternak) die privaten Leidenschaften deutlich im Vordergrund stehen. David Leans äußerst publikumswirksame Inszenierung schwelgt in monumentalen Stimmungsbildern und beeindruckt durch ihren langen Atem in der Abfolge lyrischer und dramatischer Momente. Einer der größten Kassenerfolge der 60er Jahre, der wie kaum ein anderes Kino-Opus die gängigen Vorstellungen vom ‚alten Rußland‘ prägte und verfestigte.“

„Eine echte, publikumswirksame Hollywood-Schmonzette.“

„Der verschwenderisch ausgestattete Film wurde zum größten Teil in Spanien gedreht (…) und wurde von Lean mit der gewohnten Finesse inszeniert. Aber die großen Ereignisse des Romans gehen, ebenso wie seine Hauptthemen vom Schicksal und der überragenden Bedeutung des Individuums innerhalb der Gesellschaft, in einem Wust von Einzelepisoden verloren. Ebenso verheerend wirkt die formlose Kitschmusik von Maurice Jarre. Was aber den Mammutfilm über all dies hinaushebt, sind die hervorragende Fotografie von F. A. Young und die Schauspielkunst einiger Darsteller.“

„Aufwendige, monumentale Verfilmung des Bestsellers von Boris Pasternak, die leider nicht mehr als ein spektakulärer historischer Bilderbogen ist, der mit der Vorlage nur noch wenig gemein hat.“

## Auszeichnungen
Doktor Schiwago erhielt 1966 fünf Oscars:
- Oscar für Bestes Szenenbild, Farbe (John Box, Terence Marsh, Dario Simoni)
- Oscar für die beste Kamera, Farbe (Frederick A. Young)
- Oscar für das beste adaptierte Drehbuch (Robert Bolt)
- Oscar für die beste Filmmusik (Maurice Jarre)
- Oscar für das beste Kostümdesign, Farbe (Phyllis Dalton)

Der Film wurde darüber hinaus in weiteren Kategorien nominiert:
- Bester Film (Carlo Ponti)
- Beste Regie (David Lean)
- Bester Nebendarsteller (Tom Courtenay)
- Bester Schnitt (Norman Savage)
- Bester Ton (Franklin Milton, A.W. Watkins)

Die Oscars für den besten Film, die beste Regie, den besten Schnitt und den besten Ton gingen an den Produktionsstab von Meine Lieder – meine Träume (Sound of Music), und die für den besten Nebendarsteller an Martin Balsam für seinen Auftritt in Tausend Clowns (A Thousand Clowns).
Der Film gewann bei den Golden Globe Awards 1966 in den Kategorien Bester Film – Drama, Beste Regie, Bester Hauptdarsteller – Drama (Omar Sharif), Bestes Drehbuch und Beste Filmmusik. Außerdem wurde Geraldine Chaplin in der Kategorie Beste Nachwuchsdarstellerin nominiert.
David Lean, Julie Christie und Ralph Richardson wurden für den British Film Academy Award nominiert. Das British Film Institute wählte Doktor Schiwago im Jahre 1999 auf Platz 27 der besten britischen Filme aller Zeiten.

## DVD-Veröffentlichung
- Doktor Schiwago. 2-DVD-Set. Warner Home Video 2001

## Soundtrack
- Maurice Jarre: Doctor Zhivago. Original Motion Picture Soundtrack. Auf ders.: Doctor Zhivago & Ryan's Daughter. Original MGM Soundtrack Recordings. EMI 1989, Tonträger-Nr. CDP 7932982 – Originalaufnahme der Filmmusik unter der Leitung des Komponisten.

## Film über den FilmDoktor Schiwago
- ‘Doctor Zhivago’: The Making of a Russian Epic, Fernsehfilm (Turner Home Entertainment), USA 1995, Regie: Scott Benson – 'Doctor Zhivago': The Making of a Russian Epic bei IMDb